# Rhodacarus mandibularosimilis
Rhodacarus mandibularosimilis är en spindeldjursart som beskrevs av V.P. Shcherbak och Kadite 1979. Rhodacarus mandibularosimilis ingår i släktet Rhodacarus och familjen Rhodacaridae. Inga underarter finns listade i Catalogue of Life.